# Paul Thomas (Pornodarsteller)
Paul Thomas (* 17. April 1947 in Winnetka, Illinois, USA, eigentlich Philip Toubus; † Juni 2025) war ein US-amerikanischer Pornodarsteller, -regisseur, Schauspieler und Musicaldarsteller. Thomas war einer der bekanntesten Darsteller der 1970er- und 1980er-Jahre. Später wechselte Thomas hinter die Kamera und wurde einer der anerkanntesten Pornoregisseure.

## Leben
Thomas besuchte die Universität von Wisconsin in Madison und studierte eine Zeit lang Politikwissenschaften. Später interessierte er sich für die Schauspielerei und zog nach New York City, um sein Glück zu versuchen. Sein Aussehen und Talent brachten ihm bald seine erste Rolle in der Broadway-Produktion Hair ein. Er bekam 1973 die Rolle des Petrus in der Filmversion des Musicals Jesus Christ Superstar und zog nach Los Angeles, um seine Schauspielkarriere weiterzuverfolgen. Thomas unterschrieb bei der William-Morris-Agentur und bekam Rollen in verschiedenen Fernsehserien wie Police Story und Mannix.
Während einer San-Francisco-Produktion des Stücks Beach Blanket Bingo im Jahr 1974 traf Thomas die Pornoregisseure Mitchell Brothers. Sie überzeugten ihn, einige Hardcore-Szenen für sie zu drehen, und 1976 hatte er sein Debüt in dem Film The Autobiography of a Flea. Während der nächsten Jahre etablierte sich Thomas in der Branche. Er spielte in den Klassikern Desires Within Young Girls, Seven Into Snowy und Candy Stripers. Thomas hatte Beziehungen mit einigen der bekanntesten Darstellerinnen dieser Zeit wie Annette Haven, Veronica Hart und Christine Heller. In den frühen 1980er-Jahren war er kurz mit der Darstellerin Honey Wilder verheiratet.
1988 wechselte Thomas hinter die Kamera; sein erster Film als Regisseur war RoboFox. Seitdem entwickelte Thomas sich zu einem der anerkanntesten Pornoregisseure. Er drehte bevorzugt Filme mit einer Handlung und legte Wert auf schauspielerische Leistungen der Darsteller. Zu seinen bekanntesten Werken gehören Romeo und Juliet und The Masseuse (mit Hyapatia Lee). Thomas erhielt mehrere Auszeichnungen für seine Arbeit, unter anderem AVN Awards als Best Director für Beauty and the Beast (1990), Justine (1993) und Bobby Sox (1996). Er arbeitete parallel für den Mainstream und hat unter dem Namen Phil Tobias eine Reihe von Filmen für den Sender HBO gedreht. Er schrieb auch das Drehbuch und führte Regie für den Softcore-Bestseller The Pamela Principle (1991, mit Kim Burnette) unter dem Namen Toby Phillips. Thomas ist Mitglied der AVN und XRCO Halls of Fame. Er hat etwa 200 Filme als Regisseur gedreht. 2005 hat er seinen eigenen Film The Masseuse aus dem Jahr 1990 mit Jenna Jameson in der Hauptrolle neu verfilmt. 2006 folgte das Remake des Klassikers The Devil in Miss Jones unter dem Titel The New Devil in Miss Jones.
Thomas starb im Juni 2025 im Alter von 76 Jahren.

## Auszeichnungen
- 1991: AVN Award „Best Director-Video“ für Beauty & the Beast 2
- 1993: XRCO Award „Director of the Year“
- 1994: AVN Award „Best Director – Film“ für Justine
- 1997: AVN Award „Best Director – Film“ für Bobby Sox mit Nikki Tyler
- 1999: XRCO Award „Director of the Year“
- 2002: AVN Award „Best Director – Film“ für Fade to Black mit Taylor Hayes
- 2004: AVN Award „Best Director – Film“ für Heart of Darkness mit Sunrise Adams
- 2005: AVN Award „Best Director – Film“ für The Masseuse mit Jenna Jameson
- 2006: AVN Award „Best Director – Film“ für The New Devil in Miss Jones mit Savanna Samson und Jenna Jameson
- 2008: AVN Award „Best Director – Film“ für Layout mit Briana Banks
- 2008: XBIZ-Awards „Achievement in Movie Production“